# Bucchero
Bucchero [ˈbukkero] (italienisch, ursprünglich von portugiesisch bucáro „wohlriechende Tonerde“) ist eine Gattung schwarzer, außen glänzender Tongefäße, die ab Mitte des 7. Jahrhunderts bis Anfang des 4. Jahrhunderts v. Chr. von den Etruskern produziert wurden. Zu Anfang (bis 600 v. Chr.) wurden dünnwändige, oft mit eingeritztem Dekor geschmückte Gefäße, der sogenannte Bucchero sottile, geschaffen, die durch Form und Glanz Metallgefäße imitieren sollten. Im 6. Jahrhundert v. Chr. folgte der gröbere Bucchero pesante, der vielfach mit aufmodelliertem Schmuck und Stempelreliefs verziert wurde.

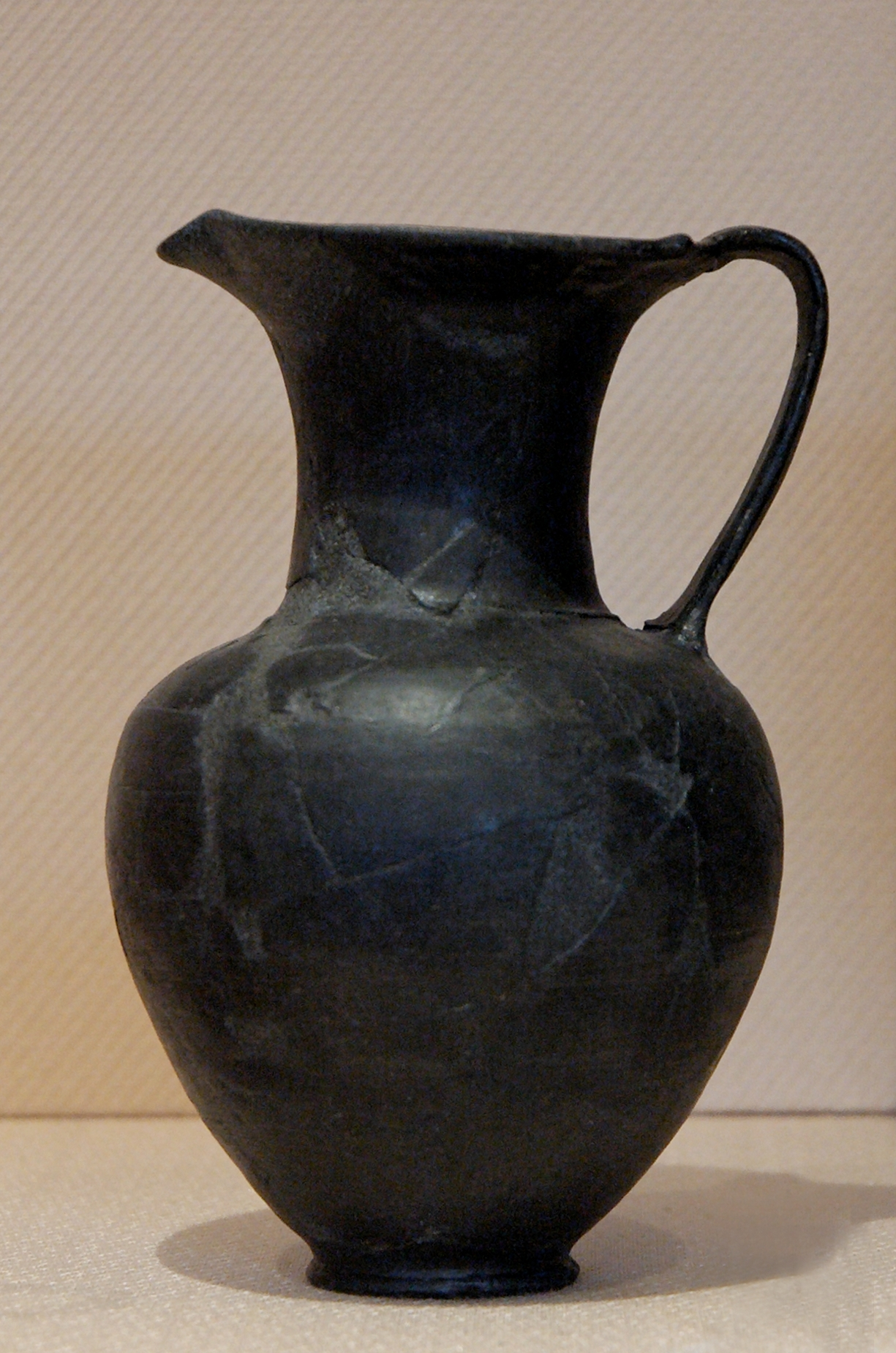
Eine etruskische Bucchero-Oinochoe

Das italienische Wort „Bucchero“ leitet sich von dem portugiesischen Wort „bucáro“ ab, womit die Eroberer Südamerikas die dort vorgefundene schwarz-graue Keramik bezeichneten. Gegen Ende des 19. Jahrhunderts wurde das Wort ins Italienische entlehnt, wo es als Bezeichnung für ein aus Portugal importiertes dunkles Geschirr zum Synonym für „grau-schwarz“ wurde. Von der modernen Archäologie wurde diese Bezeichnung für die typisch etruskische Keramik übernommen.
Die schwarze, glänzende Färbung ergibt sich durch einen Brand im sogenannten reduzierenden Feuer. Dabei wird die Sauerstoffzufuhr durch Verengen der Abluftöffnungen und Zugabe von Brennstoff unterbunden, wodurch tiefschwarzes Eisenoxid entsteht.
Der etruskische Bucchero wurde an der gallisch-iberischen Küste, in Karthago, Magna Graecia, Griechenland, Unterägypten sowie auf Sardinien, Sizilien und Zypern gefunden. Daneben tritt im äolisch besiedelten Nordionien, also vor allem auf der Insel Lemnos mit ihrer wichtigsten Polis Mytilene und auf Lesbos im 7. und frühen 6. Jahrhundert v. Chr. ein äolischer Bucchero auf, der sich durch einen schlichten, blass-grauen Stil auszeichnet.